# 黄寅性
黄寅性（韓語：황인성，1926年1月9日—2010年10月11日）韓国國務總理、退役陸軍少將、企业家、政界人士。他是金泳三政府的首任总理，因有限开放大米进口风波而辞职。

## 生平
黃寅性為全罗北道茂朱郡出身，1947年陆军官校第4期毕业，后考入弘益大学，1950年毕业。1954年美国陆军财会学校毕业，1958年美國陸軍指揮參謀學院毕业，同年任韩国陆军中央财会团团长，1960年任陆军本部经理监。
1961年国防研究院毕业后出任朝鲜电业公司经理，5.16军事政变之后，投身政界任調撥厅厅长（1961年），後晋升准将。1963年任国防部财政局长，1964年任调查建设厅长。
1968年以少将军衔退役后，任湖南炼油公司理事，后历任无任所部长特别助理（1970年）、国务总理秘书室室长（1973年）、全罗北道知事（1973年）、交通部长（1978年），1980年任国营国际观光公社社长，之后当选民主正义党第11届（1981年）、12届和第14届国会议员，历任国会交通递信常务委员长、农林水产部长。1988年任亚洲航空公司经理，1989年任亚洲航空公司董事长。1993年担任金泳三文民政府首任国务总理。10个月后因有限开放大米市场风波，被迫宣布辞职，担任民主自由党总裁常任顾问。1996年任锦湖韩亚集团常任顾问，从2002年起任安重根义士崇慕会理事长、2008年担任崇慕会名誉理事长。